# Avenida Ardmore (Metro de Filadelfia)
Avenida Ardmore  es una estación en la línea Púrpura del Metro de Filadelfia. La estación se encuentra localizada entre la Avenida Ardmore & Haverford Road en Ardmore, Pensilvania.  La Autoridad de Transporte del Sureste de Pensilvania (por sus siglas en inglés SEPTA) es la encargada por el mantenimiento y administración de la estación. 

## Descripción y servicios
La estación de la Avenida Ardmore cuenta con 2 plataformas laterales y 2 vías. La estación también cuenta con 29 de espacios de aparcamiento. 

## Conexiones
La estación es abastecida por las siguientes conexiones: 
- Rutas de autobuses de SEPTA: ninguna